# Куриловка
Кури́ловка (рос. Куриловка) — присілок у складі Вадінського району Пензенської області, Росія.
Населення — 10 осіб (2010; 45 у 2002).
Національний склад станом на 2002 рік:
- росіяни — 100 %